# Бевз, Иван Васильевич
Ива́н Васи́льевич Бевз (17 [30] августа 1903 года — 13 января 1943 года) — активный участник антифашистского подполья и партизанской борьбы в Украине в годы Великой Отечественной войны, руководитель Винницкой городской подпольной партийной организации, Герой Советского Союза (8.05.1965).

## Биография
Родился 17 (30) августа 1903 года в городе Темрюк (ныне Краснодарский край, Россия) в семье рыбака. Русский. Вместе с матерью батрачил на табачных плантациях и одновременно учился в начальном двухклассном училище.
В 1919 году в 16-летнем возрасте добровольно вступил в ряды Красной армии. Участник Гражданской войны. Принимал участие в боях против деникинцев и врангелевцев.
После демобилизации Иван Бевз с 1927 по 1929 год находился на комсомольской работе в городе Жмеринка. Член ВКП(б) с 1928 года. С 1929 по 1937 год — на партийной работе в городе Виннице и Могилёве-Подольском, избирается членом горкома[какого?] партии и депутатом городского Совета[какого?]. С 1937 года и до начала Великой Отечественной войны работал директором Винницкого драматического театра, а затем директором городской библиотеки.

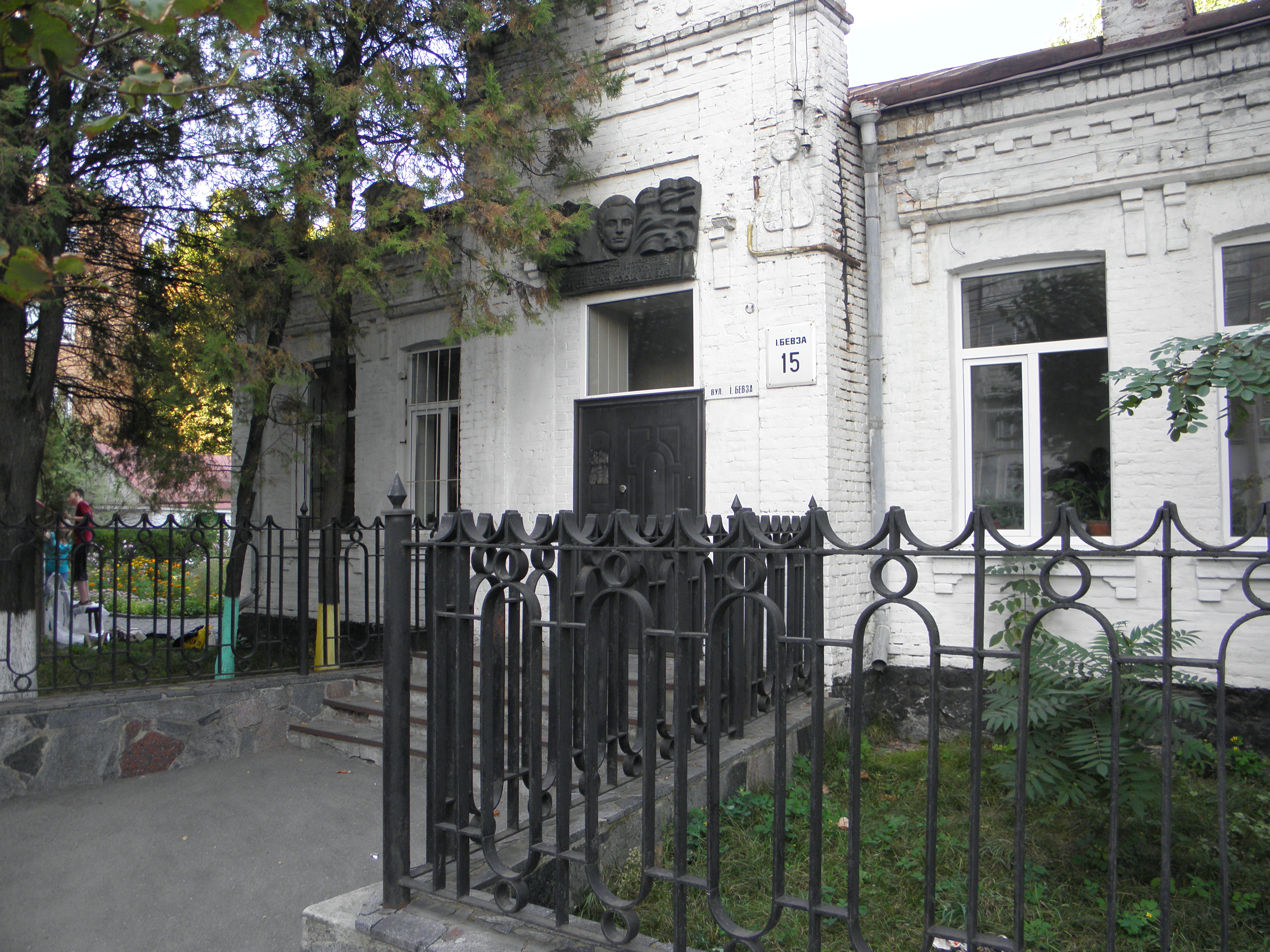
Дом, где в 1941—1942 годах размещалась штаб-квартира подпольного партийного центра Винницы, которым руководил И. В. Бевз

Бюст И. В. Бевза на аллее Славы города Темрюк

В первой половине июля 1941 года И. В. Бевз решением Винницкого обкома КП(б)У был утверждён руководителем подпольной партийной организации в Виннице. 19 июля 1941 года немецко-фашистские войска захватили Винницу. Базой для подпольной деятельности И. В. Бевза стала городская библиотека имени Н. К. Крупской на Депутатской улице, где работали проверенные, надёжные люди. С некоторыми из них И. В. Бевз установил связи ещё до оккупации, а уже через месяц после оккупации города весь персонал библиотеки активно выполнял его задания, постепенно привлекая к подпольной работе новых людей. Подпольщики достали радиоприемник и печатную машинку, на которой печатали сообщения Совинформбюро, листовки, и распространяли их среди населения.
К концу 1941 года были созданы подпольные группы на швейной фабрике, мясокомбинате, водоканале, железнодорожной станции. Подпольная партийная организация во главе с И. В. Бевзом не только руководила подпольными группами в городе Виннице, но и поддерживала связь с целым рядом населённых пунктов Немировского, Турбовского, Погребищенского, Казатинского, Гайсинского и Дашевского районов Винницкой области. Для руководства этими подпольными группами был создан подпольный центр во главе с И. В. Бевзом, объединивший в начале 1942 года 17 групп, насчитывавших более 300 подпольщиков.
Подпольная партийная организация Винницы проводила большую политическую и агитационную работу среди населения, направленную на срыв действий оккупантов. Основными формами антифашистской деятельности подпольщиков были изготовление и распространение листовок. 23 февраля 1942 года И. В. Бевз записал текст переданного по радио приказа Верховного Главнокомандующего, а работники библиотеки напечатали 150 экземпляров листовок и расклеили их по городу. Подпольщики распространяли листовки также и среди крестьян окрестных сел, призывая их к саботажу сельскохозяйственных работ, срыву заготовок продуктов. В листовках они удачно использовали остроумные народные пословицы и частушки.
В 1942 году винницкие подпольщики по указанию партийного центра сожгли склад мясокомбината, где хранилось 100 тонн продовольствия для немецкой армии. Они же организовали массовый побег военнопленных из лагерей и переправку их в партизанские отряды, вывели из строя ряд предприятий, которые оккупанты хотели использовать для своих нужд.
В июле 1942 года И. В. Бевз вместе с группой товарищей был арестован фашистами и 13 января 1943 года расстрелян. Работу подпольной организации продолжила отважная комсомолка-подпольщица Ляля Ратушная.
Указом Президиума Верховного Совета СССР от 8 мая 1965 года за выдающиеся заслуги, мужество, героизм, проявленные в борьбе против немецко-фашистских захватчиков в период Великой Отечественной войны, руководителю Винницкой городской подпольной организации Бевзу Ивану Васильевичу посмертно присвоено звание Героя Советского Союза.

## Награды
- Медаль «Золотая Звезда» Героя Советского Союза
- Орден Ленина
- Медаль

## Память
- Бюсты И. В. Бевза были установлены в городах: Винница и Темрюк, на аллее Славы.
- На доме в Виннице, где находился штаб Винницкой подпольной коммунистической организации, которой руководил И. В. Бевз — установлена мемориальная доска.
- Именем И. В. Бевза названы улицы в Виннице и Темрюке Краснодарского края.
- Имя И. В. Бевза выбито на памятном знаке партизанам и подпольщикам Винничины в городе Виннице.